# Szécsénke
Szécsénke är en ort (by) i provinsen Nógrád i norra Ungern. Orten har 195 invånare (2024), på en yta av 9,78 km². Den ligger cirka 19,5 kilometer söder om Balassagyarmat.